# Rivolta degli Zanj
La rivolta degli Zanj è stata una ribellione di schiavi neri d'origine africana contro il potere degli Abbasidi, svoltasi tra l'869 e l'883 nel sud dell'Iraq, nella regione di Bassora.

## Storia
Numerosi proprietari della regione, tra cui il Wali di Kufa del califfo Abd al-Malik ibn Marwan, al-Ḥajjāj b. Yūsuf, e il fratello di quello stesso califfo, Maslama b. ʿAbd al-Malik, avevano acquistato centinaia di schiavi per lo più provenienti dall'Africa orientale, per farli lavorare all'irrigazione delle terre e, successivamente, all'asportazione dello strato superficiale del terreno, reso sterile dall'eccesso di nitrati trasportati dai due fiumi Tigri ed Eufrate che, poche decine di chilometri prima dello sbocco nell'oceano Indiano, confluiscono in un solo corso d'acqua, chiamato Shatt al-Arab, vale a dire "Sponda degli Arabi".

La loro speranza che l'ignoranza della lingua araba li rendesse docili fu però vanificata dall'insopportabile durezza del lavoro loro imposto che, letteralmente, li aveva trasformati in veri e propri "servi della gleba".
Nel settembre 869, ʿAlī b. Muhammad che pretendeva di discendere da ʿAlī, il quarto califfo "ortodosso", e da Fatima Zahra, la figlia di Maometto, riuscì a convincere diverse centinaia di schiavi a insorgere contro il governo centrale, allora basato a Samarra, sottolineando l'estrema ingiustizia della loro condizione e promettendo loro la libertà e il successo. I discorsi di ʿAlī b. Muḥammad erano rafforzati dalla sua contiguità al movimento scismatico islamico dei Kharigiti. Le condizioni abominevoli di vita degli schiavi li fecero decidere a prender parte alla rivolta, che altri seguirono più semplicemente in nome degli ideali di un Islam più puro. 
Il sollevamento acquistò rapidamente vigore e consenso. Beduini e mercenari si unirono alla rivolta e i ribelli vinsero sorprendentemente varie battaglie contro le forze califfali, distratte dalla lotta per il potere califfale tra le varie anime dell'elemento militare turco e dall'insurrezione contemporanea dei Saffaridi. Gli Zangidi costruirono finanche una loro città tra gli innumerevoli canali che caratterizzavano la regione palustre e la chiamarono al-Mukhtāra (la Prescelta), e conquistarono numerose città importanti, fra cui al-Ubulla, porto attivo sul Golfo Persico. Il nuovo califfo, al-Muʿtamid affidò a suo fratello al-Muwaffaq (che godeva del sostegno dei "Turchi" che formavano il grosso dell'esercito califfale), un nuovo contingente armato, che fu però anch'esso sconfitto nell'aprile dell'872.
Fra l'872 e l'879, mentre al-Muwaffaq contrastava i Saffaridi che stavano puntando verso il cuore del Califfato, i ribelli Zanj s'impadronirono di altre città, compiendovi orrendi massacri tra la popolazione, e s'insediarono nel Khuzistan. Una seconda offensiva organizzata nell'879 portò alla riconquista delle città perdute in precedenza e nell'883, grazie a rinforzi cospicui di truppe egiziane inviate da Ahmad ibn Tulun, al-Muwaffaq piegò infine la rivolta e tornò a Baghdad con la testa, spiccata dal busto, di ʿAlī b. Muhammad.
In seguito a ciò, gli schiavi neri furono per lo più sostituiti da schiavi slavi (saqāliba), ottenuti grazie al commercio dei Radaniti.

## Fonti
Tutte le informazioni in proposito derivano da Ṭabarī, che ne trattò ampiamente (ma in modo tutt'altro che neutrale per il suo sentimento filo-abbaside) nella Storia dei profeti e dei re (Taʾrīkh al-rusul wa l-mulūk).